# Regierung Marković
Die Regierung Marković ist als 41. in der Geschichte von Montenegro am 29. November 2016 unter der Leitung von Duško Marković zusammengetreten. Es wird eine Weiterführung der bisherigen politischen Linie erwartet und es ist Ziel der Regierung, der NATO und der EU beizutreten.
Dabei bilden die Demokratische Partei der Sozialisten (DPS) mit der Bosniakischen Partei (BS), der Kroatischen Bürgerlichen Initiative (HGI), den Sozialdemokraten (SD), sowie dem Bündnis der Albanerparteien (Albanisches Bündnis) in Montenegro die neue Regierung.

## Mitglieder
| Name                       | Ressort                                                     | Partei                                     |
| -------------------------- | ----------------------------------------------------------- | ------------------------------------------ |
| Duško Marković             | Premierminister                                             | Demokratische Partei der Sozialisten (DPS) |
| Milutin Simović            | Vizepremier für Wirtschaftspolitik                          | DPS                                        |
| Zoran Pažin                | Vizepremier für Innen und Außenpolitik                      | DPS                                        |
| Rafet Husović              | Vizepremier für Regionale Entwicklung                       | Bosniakische Partei (BS)                   |
| Srđan Darmanović           | Außenminister                                               | DPS                                        |
| Melvudin Nuhodžić          | Innenminister                                               | DPS                                        |
| Predrag Bošković           | Verteidigungsminister                                       | DPS                                        |
| Darko Radunović            | Finanzminister                                              | DPS                                        |
| Zoran Pažin                | Justizminister                                              | DPS                                        |
| Damir Šehović              | Bildungsminister                                            | Sozialdemokraten (SD)                      |
| Sanja Damjanović           | Wissenschaftsministerin                                     | DPS                                        |
| Janko Ljumović             | Kulturminister                                              | DPS                                        |
| Dragica Sekulić            | Wirtschaftsminister                                         | DPS                                        |
| Milutin Simović            | Landwirtschaftsminister                                     | DPS                                        |
| Kemal Purišić              | Minister für Arbeit und Soziales                            | Bosniakische Partei (BS)                   |
| Kenan Hrapović             | Gesundheitsminister                                         | Sozialdemokraten (SD)                      |
| Nikola Janović             | Minister für Jugend und Sport                               | DPS                                        |
| Osman Nurković             | Minister für Transport und Meer                             | Bosniakische Partei (BS)                   |
| Pavle Radulović            | Minister für Entwicklung und Tourismus                      | DPS                                        |
| Mehmed Zenka               | Minister für Menschenrechte                                 | Albanisches Bündnis                        |
| Suzana Pribilović          | Ministerin für Staatsverwaltung und lokale Selbstverwaltung | DPS                                        |
| Aleksandar Andrija Pejović | Europaminister                                              | DPS                                        |
| Marija Vučinović           | Ministerin ohne Geschäftsbereich                            | Kroatische Bürgerinitiative (HGI)          |